# Pandan Arang Ulu
Pandan Arang Ulu is een bestuurslaag in het regentschap Lahat van de provincie Zuid-Sumatra, Indonesië. Pandan Arang Ulu telt 296 inwoners (volkstelling 2010).